# Critically Ashamed
Critically Ashamed är poppunkbandet FM Statics andra album.

## Låtlista
1. "Hope the Rock Show Goes Good" - (Trevor McNevans unga systerdotter över telefonen) - 0:08
2. "Flop Culture" - 3:41
3. "Six Candles" - 4:15
4. "The Next Big Thing" - 3:33
5. "America's Next Freak" - 3:31
6. "Tonight" - 3:38
7. "The Video Store" - 3:20
8. "Girl of the Year" - 3:04
9. "Nice Piece of Art" - 3:33
10. "What It Feels Like" - 2:48
11. "Waste of Time" - 2:51
12. "Moment of Truth" - 3:46

## Musiker
- Trevor McNevan -- sång, gitarr
- Steve Augustine -- trummor